# Josep Samsó i Elias
Josep Samsó i Elías (Castellbisbal, Vallès Occidental, 17 de gener de 1887 - Mataró, 1 de setembre de 1936) va ser un prevere català, mort al començament de la Guerra civil espanyola. Venerat per l'Església catòlica, va ser beatificat el 23 de gener de 2010 a la basílica de Santa Maria de Mataró, en la qual havia estat rector.

## Biografia

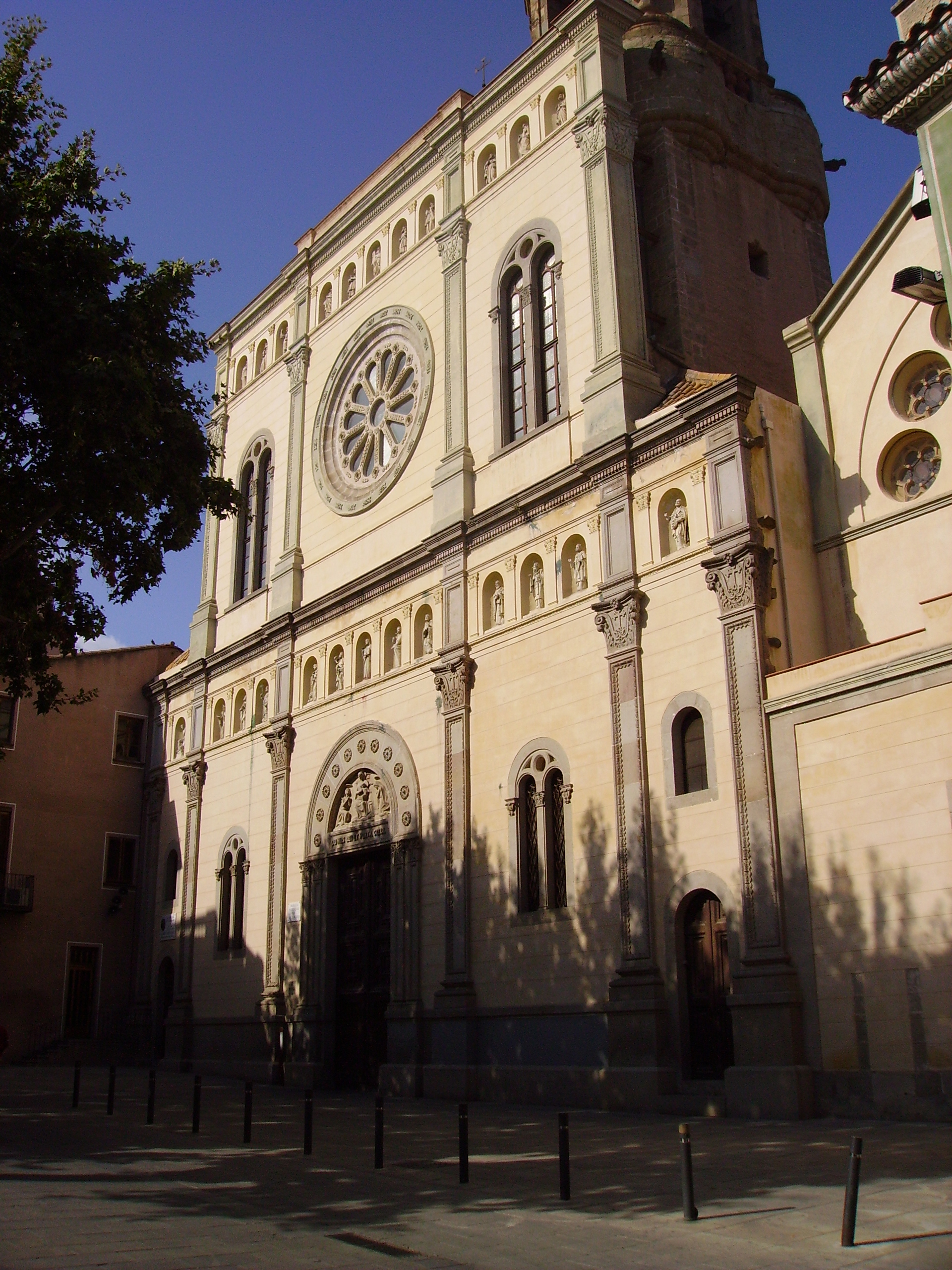
Basílica de Santa Maria de Mataró.

Nascut a Castellbisbal en 1887. El seu pare era farmacèutic i en morir, el 1894, la família marxà a viure a Rubí, on va estudiar al col·legi dels Germans Maristes, fins que la família es va traslladar a Sarrià (Barcelona). El 1900 va ingressar al Seminari Conciliar de Barcelona i va ser ordenat el 12 de març de 1910, dient la seva primera missa el dia de Sant Josep a la capella del Centre Obrer de la Sagrada Família, al carrer de Calàbria de Barcelona. Va doctorar-se en teologia a la Pontifícia Universitat de Tarragona.
El 23 de juliol de 1910 fou nomenat coadjutor de la parròquia d'Argentona, on va ser durant set anys. L'11 de gener de 1917 va anar com a rector a Sant Joan de Mediona i, en morir el rector de Santa Maria de Mataró, va ser nomenat arxipreste de Mataró i rector de la parròquia en 1923. Va destacar-hi com a catequista. La seva obra més coneguda és la Guia per a catequistes, preparada el març de 1936, però que no fou publicada fins al 1940. En les seves planes, Samsó fonamente l'acció catequètica en l'amor que és l'únic element constructiu no n'hi ha d'altre.

### Martiri
En esclatar la guerra civil espanyola i la persecució dels eclesiàstics, es refugià a casa d'uns feligresos, però fou detingut el 28 de juliol de 1936, quan intentava deixar la ciutat. Va ser empresonat a la presó de Mataró degut a la seva condició de sacerdot. Allí va estar-hi un mes, fins que va ser executat al cementiri de Mataró l'1 de setembre de 1936.
Abans de ser executat, Samsó va demanar que el deslliguessin i va voler abraçar als que l'anaven a matar, dient que els perdonava i que volia morir sense els ulls embenats, mirant a la ciutat.

## Històrica beatificació
Josep Samsó va ser beatificat el 23 de gener de 2010 a la basílica de Santa Maria de Mataró, amb presència del cardenal i arquebisbe de Barcelona Lluís Martínez Sistach i de l'arquebisbe Angelo Amato, prefecte de la Congregació per a les Causes dels Sants i enviat del Vaticà, que fou l'encarregat de llegir el decret de beatificació, en llatí, signat pel papa Benet XVI. A la cerimònia també hi assistiren 400 sacerdots, l'arquebisbe emèrit de Barcelona Ricard Maria Carles, José Montilla i Jordi Pujol, entre altres personalitats.
Aquesta fou una beatificació històrica, ja que fou la primera cerimònia d'aquest tipus celebrada a Catalunya des del segle xii, després de les noves disposicions del papa Benet XVI que permeten que aquesta cerimònia es realitzi al lloc d'origen del beat, en lloc de Roma. Coincidint amb la beatificació, les seves relíquies es van traslladar a la capella de les Santes de Santa Maria de Mataró.
L'endemà de la beatificació, el papa Benet XVI, després de resar l'Àngelus a Roma, va usar la llengua catalana per proposar al nou beat Josep Samsó com a model per a sacerdots i laics.